# RPO-A Chmel
 (novembre 2015).
Si vous disposez d'ouvrages ou d'articles de référence ou si vous connaissez des sites web de qualité traitant du thème abordé ici, merci de compléter l'article en donnant les références utiles à sa vérifiabilité et en les liant à la section « Notes et références ».
Le RPO-A Chmel (russe : РПО-А Шмель, littéralement « bourdon ») est un lance-roquettes individuel à munitions thermobariques, classé comme lance-flammes par la Russie (Реактивный Пехотный Огнемет / Reaktivnyy Pekhotnyy Ognemet, lance-flammes à roquettes pour l'infanterie). Il est produit par KBP à Toula.
Le Chmel était à l'origine une arme soviétique, et est maintenant russe. Il est entré en service dans les années 1980 en remplacement du RPO Rys.

## Variantes
On connaît actuellement trois variantes de base :
- Le RPO-A à charge thermobarique
- Le RPO-Z incendiaire
- Le RPO-D fumigène

Le char lance-flammes BMO-T peut emporter 30 de ces munitions.

## Utilisation au combat
Le RPO-A a été utilisé lors de la guerre d'Afghanistan, où il reçut le surnom de « tube de Shaitan » par les moudjahidines afghans, lorsque les soviétiques l'utilisèrent contre les grottes et failles géologiques où se cachaient les combattants.
Il a également été utilisé en Tchétchénie. Dans le contexte d'une guerre urbaine, cette arme s'est révélée efficace.
Lors de la prise d'otages de Beslan, le Chmel a été utilisé par les forces spéciales russes et a provoqué l'effondrement du gymnase dans lequel se trouvaient des otages.
Il semble avoir été utilisé lors de la Guerre civile syrienne.
Son utilisation a été signalée pendant la guerre du Donbass. Il a été utilisé par le Régiment Azov pendant le siège de Marioupol, lors de l'invasion de l'Ukraine par la Russie en 2022[réf. à confirmer].

## Pays utilisateurs

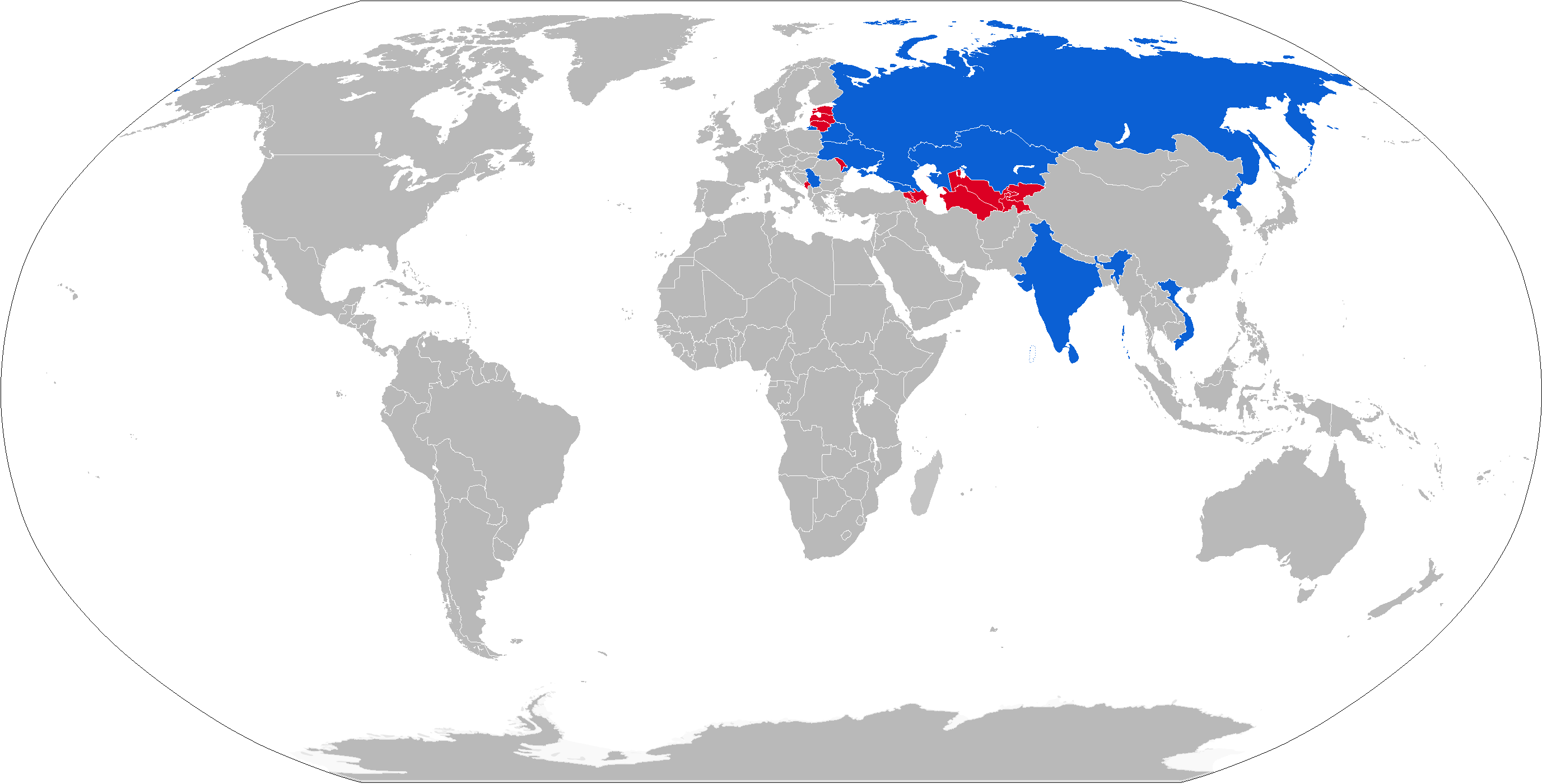
Carte montrant les utilisateurs actuels en bleu et les anciens utilisateurs en rouge

### Utilisateurs actuels
- Russie
- Biélorussie
- Corée du Nord
- Kazakhstan
- Géorgie[6]
- Inde
- Serbie
- Sri Lanka
- Ukraine
- Viêt Nam

### Pays disparus l'ayant utilisé
- URSS
- Yougoslavie